# Munna chromatocephala
Munna chromatocephala is een pissebed uit de familie Munnidae. De wetenschappelijke naam van de soort is voor het eerst geldig gepubliceerd in 1952 door Menzies.